# Musschia wollastonii
Espèce
Statut de conservation UICN

 EN : En danger
Musschia wollastonii est une plante vivace de la famille des Campanulaceae, elle est endémique à Madère.

## Étymologie
Richard Thomas Lowe a nommé l'espèce en l'honneur de son ami Thomas Vernon Wollaston, entomologiste britannique.

## Description
- Plante vivace dont l'épi floral peut atteindre 2 mètres de haut.
- Feuilles allongées aux bords dentés.

## Répartition
Cette espèce est endémique à la laurisylve de Madère , entre 400 et 900 mètres d'altitude.

## Conservation
Musschia wollastonii est considérée par l'UICN, comme une espèce en danger de disparition. Sa population a été estimée en 2011, à moins de 250 spécimens.

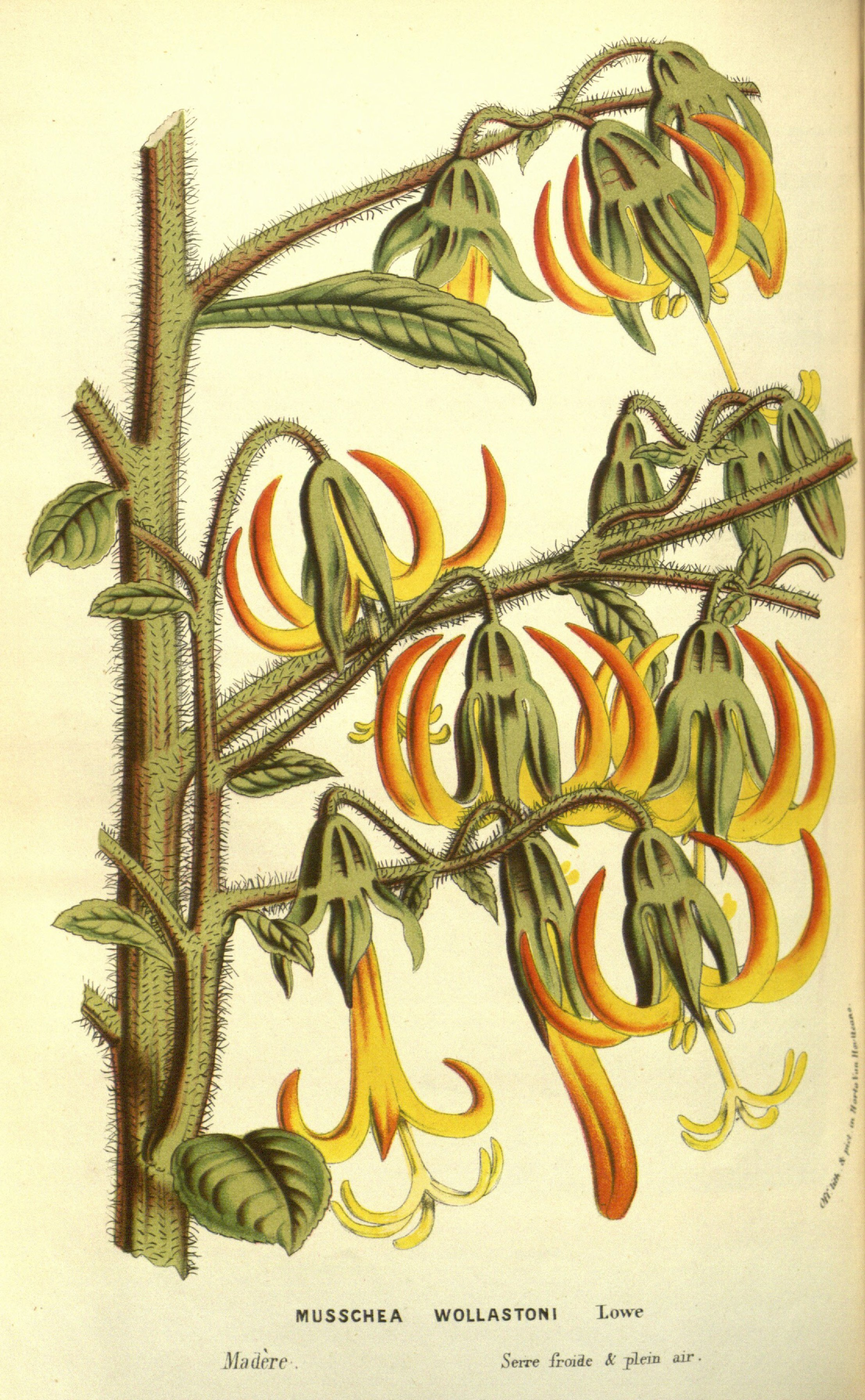
Musschia wollastonii Gravure par Louis Van Houtte, Flore des serres et des jardins de l'Europe